# Hydrotaea maculithorax
Hydrotaea maculithorax är en tvåvingeart som beskrevs av Stein 1913. Hydrotaea maculithorax ingår i släktet Hydrotaea och familjen husflugor. Inga underarter finns listade i Catalogue of Life.